# Augustin Franić
Dr Augustin Franić (Dubrovnik, 1929.), hrvatski protu-režimski politički aktivist i publicist.

## Životopis
Rodio se je u Dubrovniku 1929. godine. Još kao mladić postao je politički uznik. U dva mu je navrata suđeno kao "hrvatskom nacionalistu", što je bila teška optužba u jugoslavenskom komunističkom režimu. Već do navršene 29. godine punih je devet godina života proveo robijajući. 
Prva kazna koja mu je dosuđena bila je pet godina, a izdržavao ju je u kaznionici u Lepoglavi. To je bilo u srednjoškolskim godinama (1947. – 1952.). Odatle je odveden na prisilni rad u rudnik ugljena u Raši, gdje je prisilno radio godinu i devet mjeseci. Drugi put je osušen na četiri godine zatvora. To je bilo u studentsko doba (1954. – 1958.). Kaznu je izdržao u Lepoglavi i u Staroj Gradišci. 
Nakon pada komunizma i demokratiziranja političkog života u Hrvatskoj i osamostaljenja Hrvatske, dugo godina je predsjedavao dubrovačkom podružnicom Hrvatskog društva političkih zatvorenika.
O tamnovanju u kaznionicama napisao je više članaka i dvije knjige koje je objavio u osamostaljenoj Hrvatskoj. Godinama je marljivo i ustrajno prikupljao iz literature o stradanjima utamničenih Hrvata za politička i ratna djela u komunističkim kazamatima te iz raznih službenih evidencija i matičnih knjiga kaznionice u Lepoglavi i Staroj Gradiški, raznih dokumentacijskih zbirki jugoslavenskih sigurnosnih službi i vjerskih komisija. Bavio se samo sudbinom onih političkih zatvorenika koji su u njoj zatvoreni u doba poratne Jugoslavije. U djelima nije se bavio funkcioniranjem kaznioničkog sustava, ni poslove koje su obavljali kažnjenici niti uvjetima u kojima su živjeli. Istraživao je i prikazao umiranje, stradanje i likvidacije (pojedinačne i skupne) velikoga broja političkih zatvorenika u starogradiškoj kaznionici, koji su bili većinom Hrvati. Isto tako je istražio iste godađaja izvan te kaznionice, ovisno gdje su bili na prisilnom radu, od Istre do Beograda. Prikazao je one koji su zbog loših životnih uvjeta ili zbog premlaćivanja i drugih oblika torture pod istragom, pa i u kaznionici obolijevali i umrli, one koje je sustav planirano likvidirao ili ih je svojim postupcima prisilio na samoubojstvo. Zapazio je neobične bilješke u matičnim knjigama kaznionice: za svakog se umrlog zatočenika navodio uzrok smrti koji je obično bio neka nagla bolest. 
Osim o ovim kaznionicama, pisao je o likvidacijama na Daksi u Političkom zatvoreniku i dr.

## Djela
- KPD Stara Gradiška: mučilište i gubilište hrvatskih političkih osuđenika, Dubrovnik, 2009.
- Dokumentacije: KPD Lepoglava: mučilište i gubilište hrvatskih političkih osuđenika, Hrvatsko društvo političkih zatvorenika, Dubrovnik 2010.

## Vanjske poveznice
- Glas Koncila broj 9 27. veljače 2011. 25 Lepoglavska kaznionica u doba jugoslavenskog komunizma, podlistak  Arhivirana inačica izvorne stranice od 29. rujna 2020. (Wayback Machine)